# Krzysztof Klenczon
Krzysztof Antoni Klenczon pseudonim Niuniek (ur. 14 stycznia 1942 w Pułtusku, zm. 7 kwietnia 1981 w Chicago) – polski kompozytor, wokalista, gitarzysta i akordeonista muzyki rockowej (bigbit, pop rock, blues rock). Lider zespołów muzycznych: Pięciolinie (1964), Czerwone Gitary (1965–1970) i Trzy Korony (1970–1972).

## Życiorys

### Wczesne życie
Urodził się 14 stycznia 1942 roku w Pułtusku, był synem Heleny (1909–2001) i Czesława (1910–1975) Klenczonów. Jego matka w filmie Zagubiona dusza wspominała: 

W Pułtusku mieszkaliśmy (…) nie dłużej niż rok; gdy nadeszli Sowieci, musieliśmy uciekać na wieś. (…) Kiedy front zatrzymał się blisko nas, uciekliśmy do Ostrołęki. Tam mąż zaczął pracować na kolei. Czynił starania, żeby przenieść się do Szczytna. (…) Późną wiosną ’45 zjechaliśmy nad mazurskie jeziora.

Ze względu na nową pracę rodziców przeniósł się z nimi do Szczytna, gdzie zaczął uczęszczać do Szkoły Podstawowej. W 1946 jego ojciec, jako były żołnierz Armii Krajowej i Zrzeszenia Wolność i Niezawisłość, został aresztowany przez Urząd Bezpieczeństwa w Olsztynie, a w oczekiwaniu na wyrok schronił się na dziesięć lat pod zmienionym nazwiskiem „Antoni Ambroziak“ w Czaplinku w powiecie drawskim. Do Szczytna powrócił po odwilży politycznej w październiku 1956.
W 1959 ukończył Liceum Ogólnokształcące w Szczytnie. W październiku rozpoczął studia na wydziale budowy dróg i mostów  Politechniki Gdańskiej, lecz po kilku miesiącach z nich zrezygnował. W latach 1960–1962 kształcił się w Gdańsku-Oliwie w Studium Wychowania Fizycznego / Studium Nauczycielskim (obecnie Akademia Wychowania Fizycznego i Sportu im. Jędrzeja Śniadeckiego w Gdańsku).
Był samoukiem muzycznym, godzinami ćwiczył grę na gitarze, nie potrafił czytać nut. By zaoszczędzić na pierwszą gitarę, podobno odżywiał się tylko cukrem. W 1962 w duecie z Karolem Warginem został laureatem I Festiwalu Młodych Talentów w Szczecinie za piosenkę „Pluszowe niedźwiadki” według wiersza Marii Prawdzic Szczawińskiej i muzyki Piotra Kaliny.

### Niebiesko-Czarni
Po ukończeniu Studium Nauczycielskiego otrzymał nakaz pracy w Rumach, ale już następnego dnia dostał od Franciszka Walickiego telegram z prośbą o stawienie się na próbę zespołu Niebiesko-Czarni. W tym celu wyjechał do Trójmiasta i dołączył do zespołu jako gitarzysta. Pierwszym utworem muzycznym, który napisał, był „Gdy odlatują bociany”. W 1963 wystąpił z zespołem w „Olympii” w Paryżu. Pomimo sukcesów zespołu, w 1964 postanowił z niego odejść, bo chciał tworzyć własną muzykę, poza tym nie podobało mu się występowanie „w cieniu” Czesława Niemena i Wojciecha Kordy.

### Czerwone Gitary
W lutym 1964 nie przyszedł na koncert Niebiesko-Czarnych. Dołączył jako gitarzysta i wokalista do nowego, gdańskiego zespołu Pięciolinie, który w 1965 został przekształcony w Czerwone Gitary. Był kompozytorem największych przebojów Czerwonych Gitar (obok Seweryna Krajewskiego): „Taka jak ty”, „Biały krzyż”, „Jesień idzie przez park”, „Historia jednej znajomości”, „Nikt na świecie nie wie”, „Wróćmy na jeziora”, „Gdy kiedyś znów zawołam cię”, „Kwiaty we włosach” i „Powiedz stary gdzieś ty był”. W 1969 za „Biały krzyż” otrzymał Nagrodę Ministra Kultury i Sztuki na 7. Krajowym Festiwalu Piosenki Polskiej w Opolu. W następnym roku, wskutek konfliktu z Sewerynem Krajewskim o przyszły repertuar Czerwonych Gitar, odszedł z zespołu.

### Trzy Korony
W 1969 zaczął słuchać wówczas popularnych zespołów hardrockowych i heavymetalowych, takich jak Black Sabbath, Led Zeppelin i Deep Purple. Zainspirowany nimi, postanowił założyć nowy zespół, grający w ich stylu. Zaprosił do współpracy swojego kuzyna, gitarzystę Ryszarda Klenczona. Wkrótce dołączyli do nich perkusista Marek Ślazyk i basista Grzegorz Andrian, z którymi w styczniu 1970 uformowali zespół Trzy Korony. Klenczon skomponował dla grupy m.in. piosenki: „10 w skali Beauforta”, „Port”, „Czyjaś dziewczyna”, „Natalie-piękniejszy świat” i „Nie przejdziemy do historii”. Zespół nie powtórzył sukcesu Czerwonych Gitar, co popchnęło Klenczona do wyjazdu z Polski.

### Stany Zjednoczone
W maju 1973 na stałe wyjechał z żoną i córkami do Stanów Zjednoczonych, gdzie komponował, nagrywał i występował (głównie w małych klubach), a także wspierał innych wykonawców przyjeżdżających z Polski oraz dorabiał jako taksówkarz i dozorca domu. W 1977 jako „Christopher“ wydał album The Show Never Ends, który z uwagi na brak promocji przeszedł bez echa na amerykańskim rynku. W latach 1978–1979 koncertował w Polsce. Rozważał powrót do grania w Czerwonych Gitarach.
Został ciężko ranny w wypadku samochodowym, gdy wracał 27 lutego 1981 z koncertu charytatywnego w klubie Milford w Avondale (Chicago). Przeszedł kilka operacji ratujących życie, zmarł po 40 dniach 7 kwietnia 1981 w Szpitalu św. Józefa (Saint Joseph Hospital) w Chicago. Bezpośrednią przyczyną zgonu było zapalenie płuc. Uroczystości żałobne odbyły się w kościele w Chicago. 
Urna z prochami Krzysztofa Klenczona została złożona w dzień jego imienin, 25 lipca 1981, na cmentarzu komunalnym przy ulicy Mazurskiej w Szczytnie; po prawej stronie głównej alei.

## Życie prywatne
W grudniu 1967 w katedrze oliwskiej zawarł związek małżeński z Alicją Cywińską, która urodziła w Chicago córki Caroline (ur. 1969) i Jaqueline-Natalie (ur. 1973). Córki nabyły obywatelstwo amerykańskie zgodnie z prawem ziemi (Ius soli).

## Pamięć o artyście

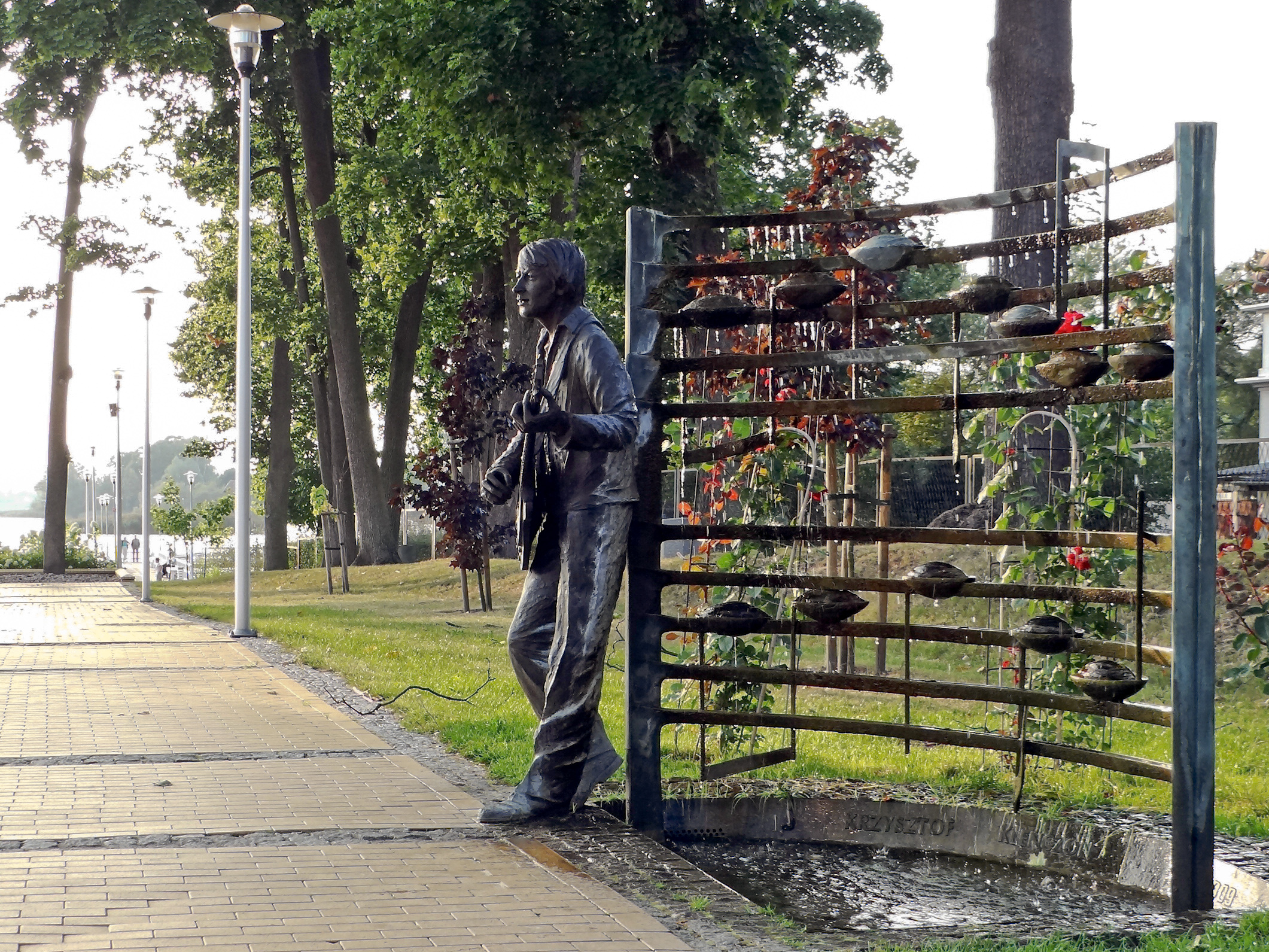
Pomnik Krzysztof Klenczona w Szczytnie, odsłonięty 9 lipca 1996; ul. Polska 12

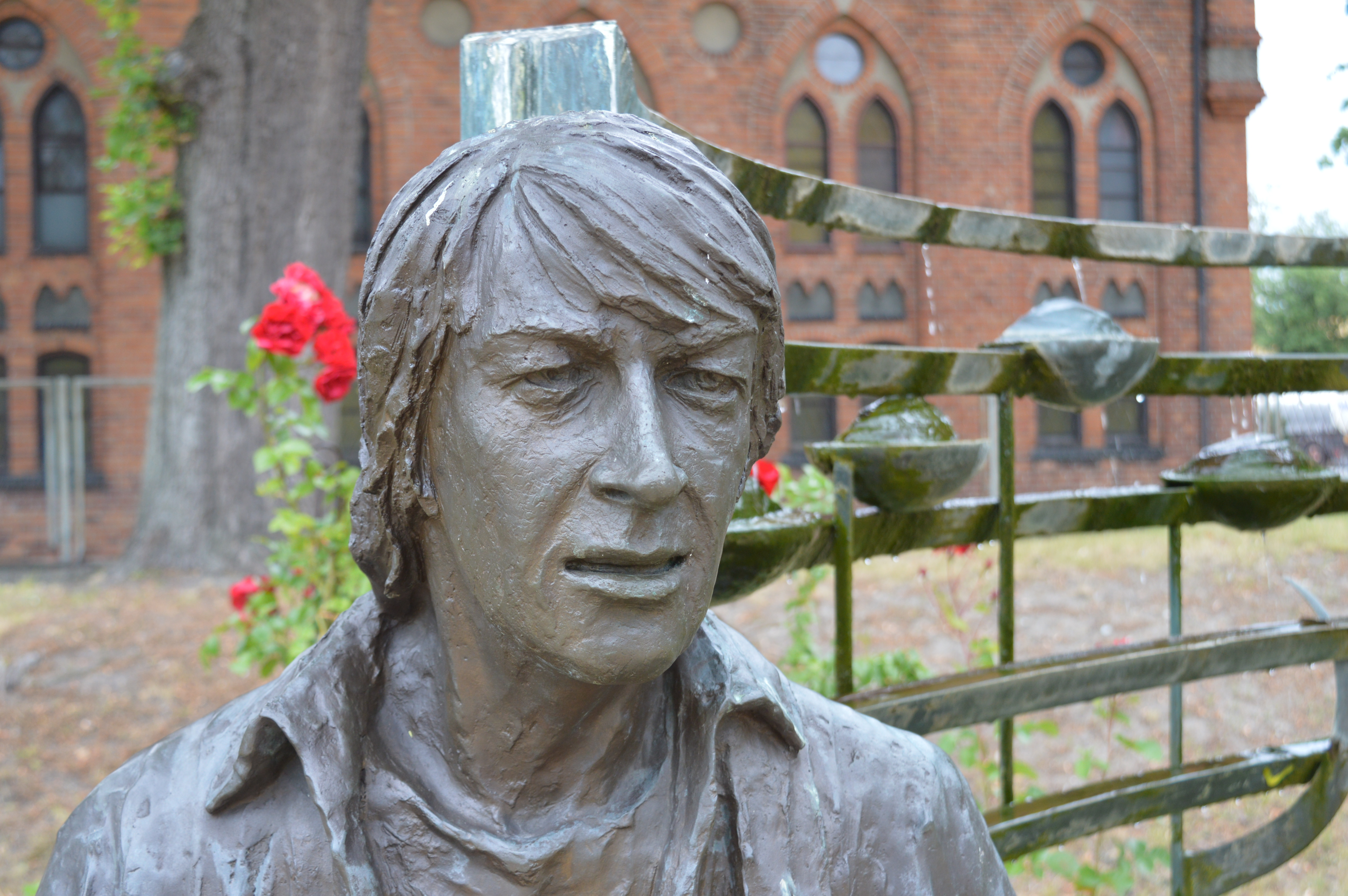
Pomnik Krzysztofa Klenczona w Szczytnie; zbliżenie

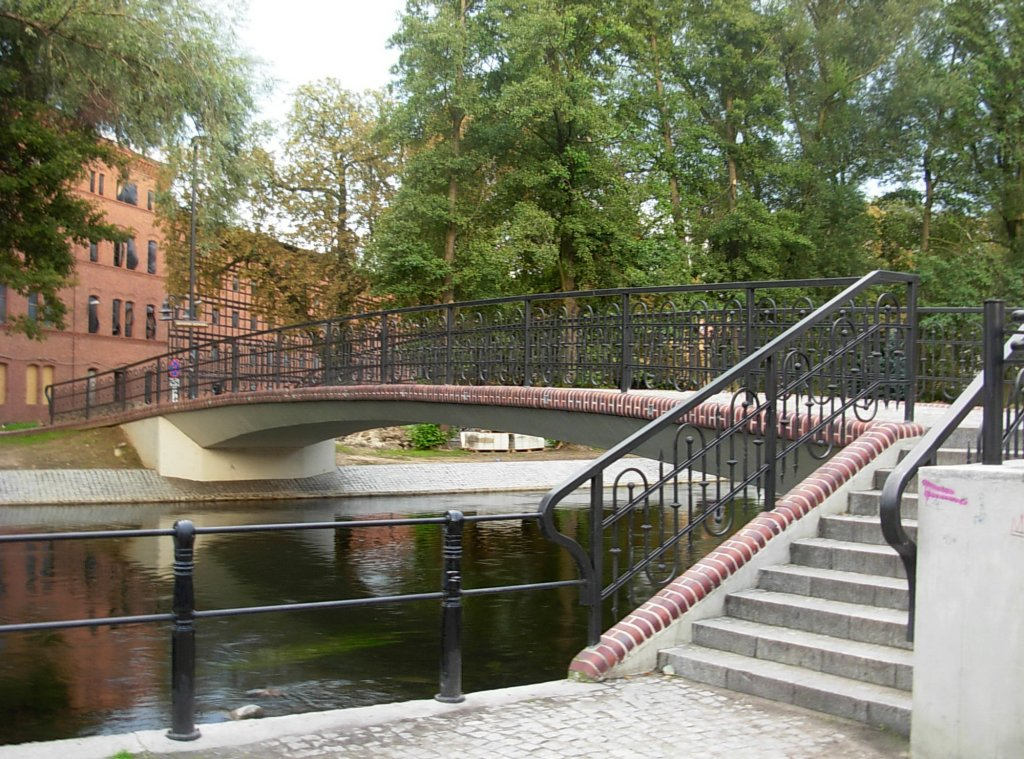
Kładka im. Krzysztofa Klenczona w Bydgoszczy (Wyspa Młyńska)

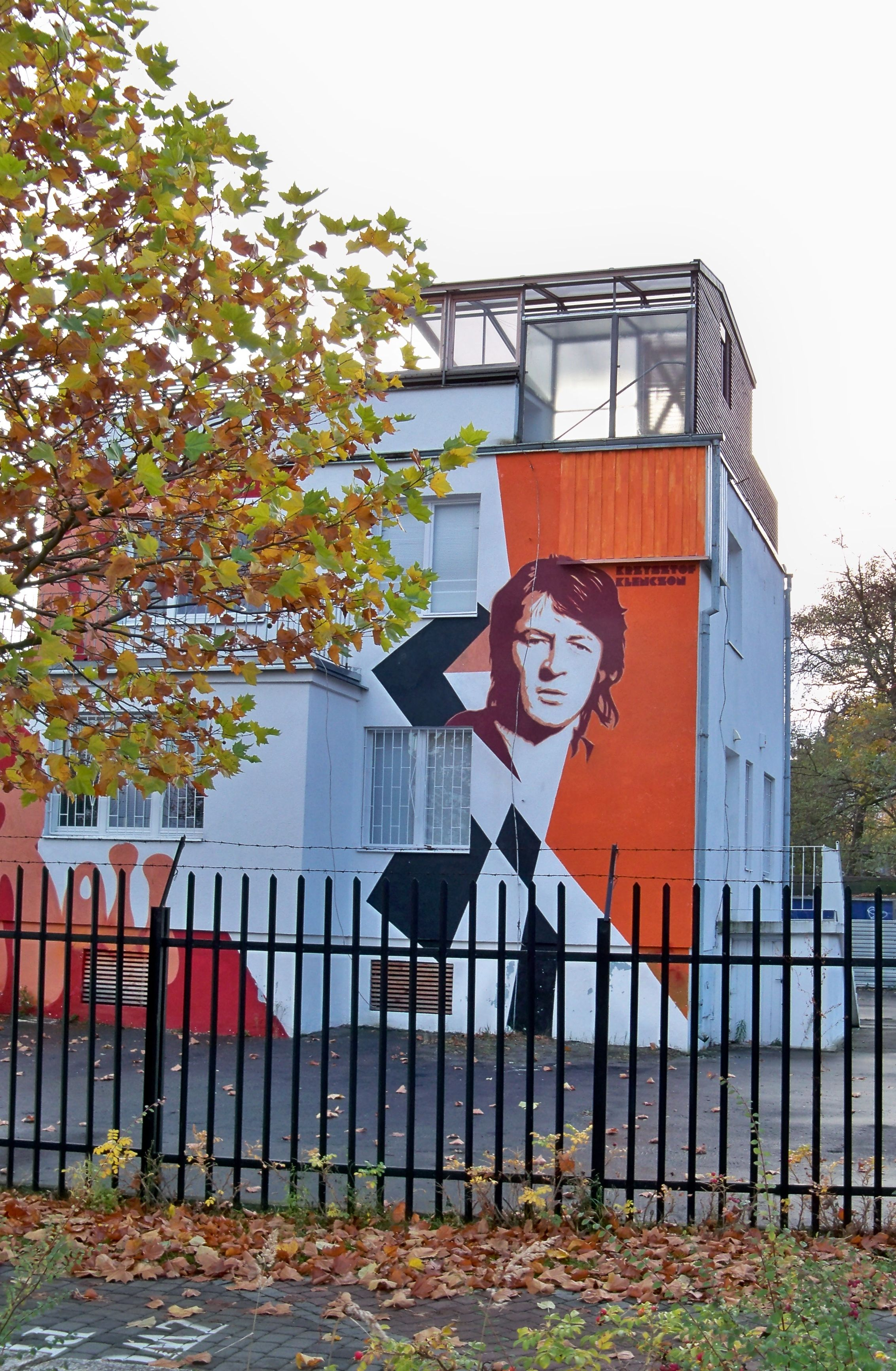
Mural upamiętniający Krzysztofa Klenczona w Sopocie

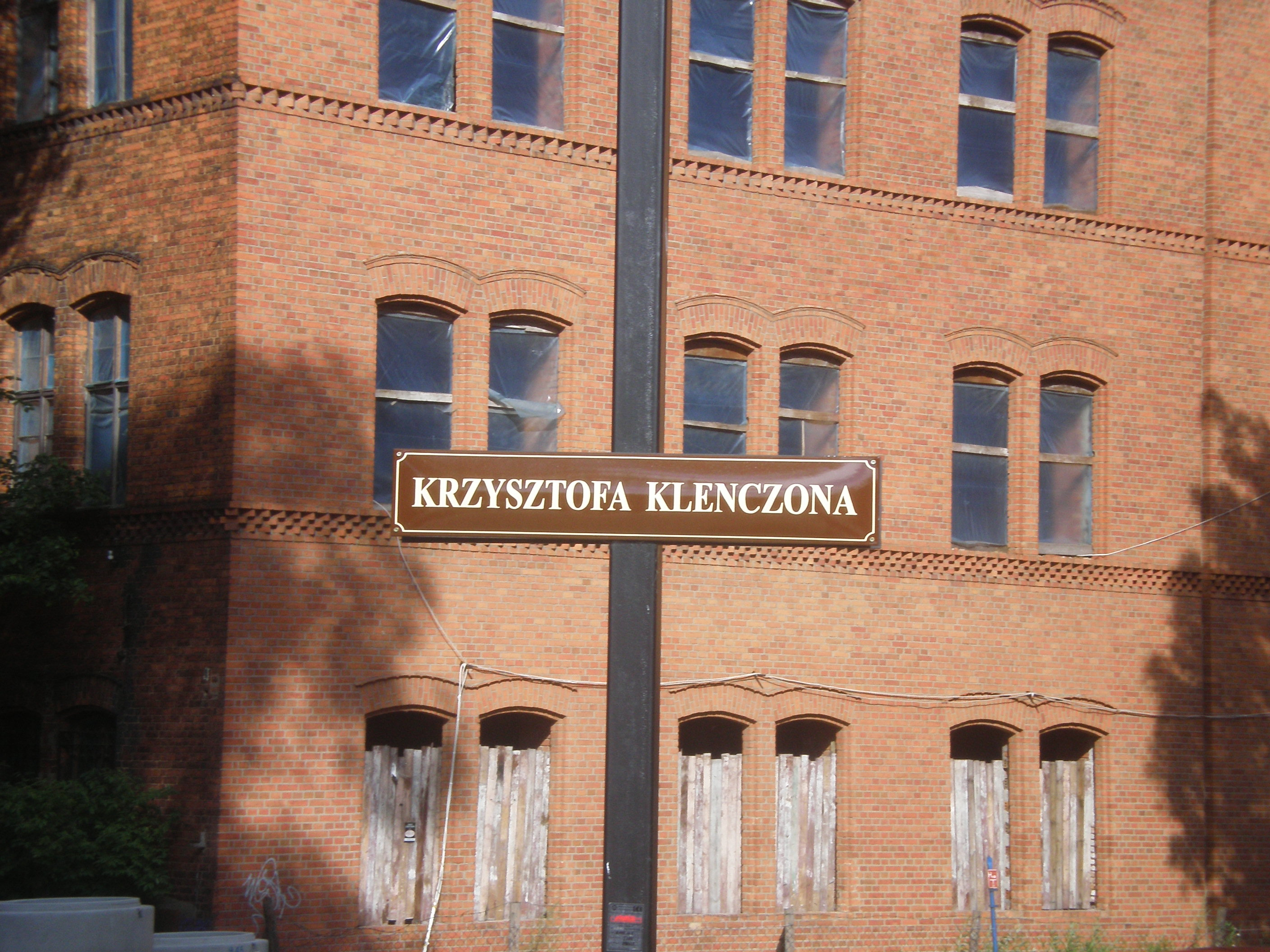
Ulica Krzysztofa Klenczona w Bydgoszczy

Na cześć muzyka odbywają się co roku Dni i Noce Szczytna, na których główny koncert nosi imię Krzysztofa Klenczona. Odbywał się też Ogólnopolski Konkurs Piosenki im. artysty, którego pierwsza edycja odbyła się w 2005 roku, a ostatnia w 2008. Stałymi jurorami w konkursie byli: Janusz Kondratowicz i Alicja Klenczon-Corona. Konferansjerem konkursu we wszystkich edycjach był dziennikarz muzyczny Grzegorz Kasjaniuk.
Podobny festiwal odbywa się corocznie w okresie letnim od 2013 r. w miejscu urodzenia Klenczona, czyli Pułtusku. W ramach festiwalu oprócz Ogólnopolskiego Konkursu Piosenek Klenczona i Czerwonych Gitar odbywają się m.in. koncerty innych znanych polskich wokalistów z dawnych lat.
Istnieje dział poświęcony jego pamięci na otwartej w czerwcu 2004 wystawie Franciszka Walickiego w Gdyni.
11 października 1993 zarejestrowane zostało w Gdyni stowarzyszenie mające na celu propagowanie twórczości artystycznej Krzysztofa Klenczona. Była to inicjatywa trzech miłośników jego muzyki: Adama Jarzębińskiego, Wiesława Wilczkowiaka i Krzysztofa Arsenowicza. Pierwotna nazwa to „Stowarzyszenie Miłośników Muzyki Krzysztofa Klenczona”, obecna: Stowarzyszenie Muzyczne „Christopher” im. Krzysztofa Klenczona.
Jedna z warszawskich ulic w dzielnicy Bielany na Radiowie nosi imię Krzysztofa Klenczona. Jedną z ulic w centrum Pułtuska nazwano Bulwarem Krzysztofa Klenczona. Nazwiskiem Klenczona nazwano także ulice w Sopocie i Białogardzie. Krzysztof Klenczon jest też patronem Publicznego Gimnazjum w Dźwierzutach oraz sali koncertowej w Wieliszewie.
Jeden z gdańskich tramwajów (nr taborowy 1039) nosi imię artysty.
W Pułtusku od 2017 roku znajduje się jedyna w Polsce grająca ławka poświęcona artyście.
W 2020 r. Narodowy Bank Polski wydał upamiętniającą Krzysztofa Klenczona srebrną monetę kolekcjonerską o nominale 10 złotych należącą do serii „Historia polskiej muzyki rozrywkowej”.

## Pułtusk Festiwal im. Krzysztofa Klenczona
Od 2013 roku w Pułtusku organizowany jest festiwal poświęcony twórczości Krzysztofa Klenczona. Obok rywalizacji uczestników konkursu organizowane są: warsztaty wokalno-instrumentalne, koncert finałowy z udziałem laureatów festiwalu i zaproszonych gwiazd (m.in. Czerwone Gitary, Żuki, Stan Borys, Wojciech Korda, Natalia Niemen), pokazy, wystawy, koncerty. Od roku 2017 Krzysztof Klenczon jest honorowym obywatelem Pułtuska.

## Filmy o Krzysztofie Klenczonie
- 2020: Niuniek, film dokumentalny
- 2011: 10 w skali Beauforta, film dokumentalny
- 1992: Zagubiona dusza, film dokumentalny

## Książki o Krzysztofie Klenczonie
- Ryszard Wolański: Krzysztof Klenczon. Wspomnienie i piosenki. Wydawnictwo Lester, Warszawa 1996, ISBN 83-86749-05-9.
- Dariusz Michalski: Krzysztof Klenczon, który przeszedł do historii. Wydawnictwo MG, Warszawa 2013, ISBN 978-83-7779-164-6.
- Alicja Klenczon: Krzysztof Klenczon. Historia jednej znajomości. Wydawnictwo WAM, Kraków 2017, ISBN 978-83-277-1413-8
- Marek Szpejankowski: Krzysztof Klenczon. Polski John Lennon. Agencja Wydawnicza CB, Warszawa 2019, ISBN 978-83-7339-237-3.

## Dyskografia[27]
Albumy Studyjne
- Krzysztof Klenczon i Trzy Korony (1971, Pronit) (z grupą Trzy Korony)
- The Show Never Ends (1977, Clay Pigeon Productions) (jako Christopher)
- Powiedz Stary Gdzieś Ty Był (1978, Pronit)

Single
- Port / Czyjaś Dziewczyna (1970, Polskie Nagrania Muza)
- Nie Przejdziemy Do Historii / Wiosenna Miłość (1971, Polskie Nagrania Muza)
- The Show Never Ends / All For You (1977, Clay Pigeon Productions)